# Jean-Louis Alibert
Jean-Louis Alibert (2. května 1768, Villefranche-de-Rouergue – 4. listopadu 1837, Paříž) byl francouzský lékař a jeden ze zakladatelů dermatologie.

## Život a kariéra
Původně chtěl být knězem a medicínu začal studovat až ve 26 letech. Od roku 1801 pracoval v nemocnici Saint-Louis. Před restaurací byl lékařem Ludvíka XVIII. a byl i tím, kdo konstatoval jeho smrt. Dne 11. března 1819 se stal vedoucím lékařem v Saint-Louis.
Do Královské lékařské akademie vstoupil 27. prosince 1820. Roku 1827 mu byl udělen titul barona.

## Dílo
- Description des maladies de la peau observées à l'Hôpital Saint-Louis, et exposition des meilleures méthodes suivies pour leur traitement., 1806–1814
- Traité des maladies de la peau, 1810
- Physiologie des passions, 1818
- Monographie des Dermatoses, 1832–1835